# Тримурти
Триму́рти (санскр. त्रिमूर्ति, IAST: trimūrti «три лика») — триада, объединяющая трёх главных божеств индуистского пантеона (Брахму-Создателя, Вишну-Хранителя и Шиву-Разрушителя) в единое целое, представляющее собой духовное начало — Брахмана.

## Божества триады

### Брахма
В индуистской мифологии Брахма — высшее божество, которое выступает в роли сотворителя мира, и соответственно, в силу своей роли он указывается первым в составе триады божеств. Будучи создателем вселенной, Брахма в составе триады противопоставляется как её хранителю Вишну, так и разрушителю Шиве; однако при этом исследователи отмечают[кто?], что в сюжетах мифов и легенд Древней Индии данное соотношение функциональных обязанностей соблюдается далеко не всегда и часто подвергается тем или иным модификациям. На этом основании высказываются предположения[кем?], согласно которым в архаических версиях эпоса все три перечисленные функции соотносились с Брахмой. Кроме того, из всех включаемых в триаду божеств, Брахма, в отличие от Вишну и Шивы, является сущностью наиболее абстрактной и в меньшей степени вовлекается в сюжетные линии мифов и легенд. В тех же случаях, когда Брахма все же фигурирует в мифологии, его роль не является узко специализированной и имеет скорее общий характер — вплоть до того, что в некоторых сюжетах вместо Брахмы в той же роли действуют Вишну или Шива, которые со временем вытеснили Брахму из центра мифологических сюжетов индуизма. Тем не менее, роль Брахмы в базовых системах индуистского умозрения оценивается[кем?] как важная.
Вероятная генеалогия Брахмы подразумевает, что божеству из абстрактного понятия могло предшествовать понятие конкретное, соответствовавшее некоторому универсальному ритуальному сооружению или принципу; об этом, в частности, свидетельствуют источниковедческие исследования, согласно которым в ведах слово среднего рода «brahman» изначально соотносилось с какой-либо молитвенной формулой или словесным выражением определённого универсального принципа, а позднее стало использоваться в том числе и для обозначения самого этого принципа. Впоследствии же эта концепция могла быть подвергнута персонификации в виде конкретного образа, грамматически перейдя в мужской род

### Вишну
Хотя в ведийских гимнах Вишну входит в число основных божеств, его место в них является довольно несущественным. В брахманах его значимость несколько возрастает, однако фигурой первостепенного значения он становится только в эпосе и пуранах. Этимология его имени до конца не ясна; некоторые специалисты[кто?] предполагают, что оно неиндоевропейского происхождения. Ранее, на основании мифологемы о «трёх шагах» Вишну, толковавшихся как метафорическое представление движения Солнца, европейские мифологи предполагали, что Вишну изначально являлся божеством солнца; в настоящее время данное мнение считается спорным. В рамках триады божеств Вишну выступает в роли хранителя Вселенной; несмотря на то, что создателем мира и, соответственно, более существенной фигурой в данном контексте представляется Брахма, большинство вариантов концепции тримурти, представленных в пуранах, ставят на высшее место в триаде именно Вишну. В таких случаях он провозглашается самой основой и сущностью бытия, его источником и абсолютом. Аналогичные описанному представления наличествуют и в эпосе, где либо сам Вишну, либо его аватары выступают в качестве центральных персонажей. В некоторых мифологических сюжетах, к примеру, мир трактуется как форма существования Вишну; другие отводят данному божеству существенную роль в процессе возрождения мира после завершения существования вселенной.
В свою очередь, мифы об аватарах Вишну сосредоточены главным образом на изложении мотивов победы божества над злом (для чего он, собственно, и принимает тот или иной облик). Вне зависимости от того, о каком именно из проявлений Вишну идёт речь в том или ином сюжете, в каждом из случаев он персонифицирует энергию благого устройства вселенной и космоса. Впрочем, представление этой энергии в конкретных философско-религиозных системах или мифологических концепциях характеризуется определёнными различиями: диапазон манифестаций может варьироваться от некоторого абсолюта, который не поддается описанию, вплоть до своеобразного личностного бога, являющегося объектом сильной эмоциональной привязанности со стороны какого-либо человека. Например, в эпической мифологии Вишну постепенно отождествляется с целым рядом тех или иных образов.

### Шива
Несмотря на то, что Шива ассоциируется с разрушающим аспектом Тримурти, это разрушение не следует понимать буквально. Согласно индуизму, мир является иллюзией (майей), а Шива постулирует истинное понимание реальности, чем и вызывает аннигиляцию иллюзии. Свами Шивананда пишет: «Цель Его танца — освобождение душ от оков майи, от тройных уз анавы, кармы и майи. Он творит не разрушение, но перерождение».
Прототипические изображения, ассоциируемые с Шивой, обнаруживаются на печатях, датируемых ещё 3-2 тысячелетиями до н. э. Многие особенности и функции, характерные для Шивы, в ведах ассоциировались с божеством Рудрой; впоследствии это имя из основного стало эпитетом, поменявшись местами с прежним эвфемизмом. В силу довольно продолжительной ассимиляции данного образа в нём оказались объединены различные, порой довольно противоречивые черты (ярость — милость и т. п.). В то же время, например, в рамках шиваизма данное божество представляется высшим и олицетворяет собой как разрушающее, так и созидающее начало одновременно.
Исследователи отмечают[кто?], что те аспекты образа Шивы, которые имеют непосредственное отношение к его созидающей роли, находят своё метафорическое воплощение в одном из его ключевых символов — линге, который соответствует мужскому началу. Главным объектом культа Шивы, соответственно, являются изображения линги в виде каменной колонны, которая, в свою очередь, покоится на символе женского начала — йони. В некоторых философско-религиозных концепциях именно эта совокупность символов представляется главным метафорическим обозначением сотворения мира.
Внешний облик Шивы и его культ приобретают ряд черт, направленных на устрашение. С образом данного божества (в том числе — в качестве его свиты) увязываются самые разнообразные существа чрезвычайно неестественных и гипертрофированных видов и свойств. Иногда Шива также изображается в образе «великого аскета»; согласно мифологическим сюжетам, он был осужден на вечный аскетизм за отсечение пятой головы Брахмы. В пуранах перечисляются 108 имен, или эпитетов Шивы, характеризующих данное божество в тех или иных его ключевых аспектах. Там же изложены представления и о воплощении космической энергии Шивы, которая осуществляет регулирование мирового порядка.

## Философия понятия «тримурти»
Согласно индийской религиозной философии, в образе тримурти соединены три главных верховных принципа, наблюдаемых в видимом мире — начала творческое (Брахма), разрушительное (Шива) и охраняющее (Вишну). Все три существуют в одном божестве и одно во всех трёх, подобно тому как Веды делятся на три главные части и всё-таки остаются единой книгой. Все они содержат в себе одно существо, которое является Парамой (верховным), Гухьей (тайным) и Сарватмой (душой всего мира).

## Эволюция представлений о тримурти
Собственно представления о тримурти возникли в довольно поздний период — только в эпоху составления пуран (приблизительно 300—1200 гг.) на подъёме развития философии послеведического индуизма. Этому благоприятствовали более ранние предпосылки.
Предтечей «тримурти» является ведийская ассоциация трёх богов Агни, Ваю (или Индра) и Сурья, как различных форм одного солнечного, светлого божества (смотри Тривикрама). Следующей ступенью является система трёх великих богов Брахмы, Шивы и Вишну, из которых каждый в своё время и на своём месте прославляется, как верховное божество. Идея тройственности в единстве, однако, ещё чужда этой системе; каждый член её является отдельным самостоятельным мифологическим лицом. Дальнейшим шагом к образованию троицы тримурти являются частичные попытки отождествления каждого из трёх божеств друг с другом, встречающиеся уже в индийском эпосе, в позднейших его составных частях. Единственное место в «Махабхарате», в котором уже ясно высказывается идея троичности, носит очевидные следы позднейшего происхождения («оно создает образ Брахмы, получает форму в виде Пуруши и разрушает естеством Рудры — таковы три состояния владыки тварей»). Также в «Махабхарате» бог Агни называется одновременно создателем, хранителем и разрушителем мира, также выступая (в «Ригведе») как имеющий три проявления: огонь, молния и солнце. Ещё яснее высказывается идея тримурти в одном месте эпической поэмы Гариванша, служащей как бы дополнением к «Махабхарате» и несомненно значительно позднейшей: «Он, который есть Вишну, есть также и Шива, и он, который есть Шива, есть также и Брахма: одно существо, но три бога — Шива, Вишну, Брахма».
Вообще идея троичности богов представлена в индийские средние века ещё очень скудно; в те времена она играла лишь незначительную роль. В общем, образ Тримурти никогда не занимал особо видного места в индийских религиозных представлениях, хотя в Европе и склонны были думать иначе. В настоящее время фактически тримурти опять распалось. Культ Брахмы почти совсем вымер, а другие два члена троицы — Вишну и Шива — каждый возвышаются своими поклонниками до степени единственного верховного божества, причем тримурти является лишь трояким воплощением Вишну или Шивы, как верховных божеств.
В достаточно поздних индуистских текстах не исключается косвенное влияние на концепцию триединства буддизма, (ветвь махаяны) с его учением о трёх телах Будды (трикайя). В индуистском тексте «Майтри-упанишада» Брахма, Рудра (Шива) и Вишну представлены как три «образа владычества» Брахмана — абсолютного начала всего сущего. Три бога уподобляются здесь женскому, мужскому и среднему полу Брахмана, а в виде огня, ветра и солнца они проявляют сияние Абсолюта. Развитие идей триединства встречается затем в «Рамоттаратапания-упанишаде» (1.16), а также в творчестве поэта Калидасы («Кумарасамбхава» 11.14).
Австрийский востоковед Морис Винтерниц (Moriz Winternitz, 1863—1937 гг.) отмечает, что имеется очень мало упоминаний о тримурти в индийской литературе. Соединению Вишну, Шивы, и Брахмы воедино придаётся важное значение лишь в «Курма-пуране», где Брахману поклоняются как Тримурти.
Британский историк Артур Бэшем объясняет интерес к философии тримурти на Западе, кажущимся внешним его сходством с идеей христианской Троицы:

Первые западные исследователи индуизма были впечатлены сходством между индуистским триединством и христианской Троицей. На самом деле, сходство не очень-то близкое, и индуистское триединство, в отличие от Святой Троицы христиан, никогда в сущности не «было популярным». Весь индуистский тринитаризм имел тенденцию к принятию только одного бога из трёх; таким образом, из контекста ясно, что гимн Калидасы к Тримурти в действительности адресован Брахме, который рассматривается как верховный бог. Тримурти являлся, фактически, искусственной величиной, и имел мало реального влияния.
Оригинальный текст (англ.)Early western students of Hinduism were impressed by the parallel between the Hindu trinity and that of Christianity. In fact the parallel is not very close, and the Hindu trinity, unlike the Holy Trinity of Christianity, never really "caught on". All Hindu trinitarianism tended to favor one god of the three; thus, from the context it is clear that Kālidāsa's hymn to the Trimūrti is really addressed to Brahmā, here looked on as the high god. The Trimūrti was in fact an artificial growth, and had little real influence.

Как отмечает В. К. Шохин, в современную эпоху представить Тримурти неким аналогом христианского учения о Троице пытаются неоиндуисты, однако, по мнению Шохина, с точки зрения индологии указанные сравнения при научном подходе выявляют лишь фундаментальные отличия этих двух концепций.

## Модели тримурти в ветвях индуизма
В двух важнейших ветвях индуизма — шиваизме и вишнуизме, — представления о тримурти как о «нейтральности Абсолюта» в трёх равных божествах не получили признания. Шива или Вишну является, соответственно, по представлениям их последователей, единственным верховным божеством. При этом и те и другие учитывают философское учение санкхьи о трёх гунах, однако акцент в их интерпретациях различен. Основными задачами умозрительных построений тримурти в шиваизме и вишнуизме были унификация верховных божеств индуистского пантеона перед угрозой религиозной экспансии буддизма и джайнизма, а также попытка гармонизации двух течений индуизма.

### Шиваизм
Модель тримурти была развита в шиваизме, при этом главнейшим божеством считается Шива. Согласно «Линга-пуране» (I.18.12) «вечный Шива» (Садашива) и есть Абсолют, а Брахма (созидатель мира), Вишну (хранитель мира) и Шива (Бхава; разрушитель мира) — соответствуют трём его эманациям.

### Вишнуизм
Модель тримурти в вишнуизме кладёт в основу главенство бога Вишну. Согласно «Падма-пуране» (I.62) Брахма, Вишну и Шива вышли из тела «большого Вишну», распределяясь по трём гунам (там же — 263.81 и т. д.). Отсюда считается, что саттва, «гуна просветлённости», пронизывает вишнуитские писания («Вишну-пурана», «Падма-пурана», «Вараха-пурана», «Нарада-пурана», «Бхагавата-пурана», «Гаруда-пурана»). Эти писания ведут к «освобождению». Раджас, «гуна деяний», проходит через произведения, посвященные Брахме («Брахма-пурана», «Брахманда-пурана», «Брахмавайварта-пурана», «Маркандея-пурана», «Бхавишья-пурана», «Вамана-пурана»). Эти писания могут обеспечить только небо. Тамас, «гуна недеяния», охватывает шиваитские творения («Агни-пурана», «Матсья-пурана», «Курма-пурана», «Линга-пурана», «Вайю-пурана», «Сканда-пурана»).

## Иконография и символы Тримурти
Тримурти изображается как три бога, стоящие рядом (памятники Эллоры) или как три бога со сросшимися телами (шиваистские храмы Южной Индии). С идеей христианской Троицы индийская тримурти очевидно ни по существу, ни по происхождению не имеет ничего общего.
За изображения Тримурти европейскими учёными раньше ошибочно принималось трёхликое божество Шива-Махешвара (чьи скульптуры имеются, например, на острове Элефанта, недалеко от Бомбея). Образ Шивы в данных изображениях отражал свои собственные формы. Неверное представление о трёхликом Тримурти, в частности, вошло в некоторые авторитетные русские издания, такие как «Энциклопедический словарь Брокгауза и Ефрона» и «Большую советскую энциклопедию».
В иконографии позднего шиваизма модель о главенстве бога Шивы получила своё графическое отображение: в шиваитских изображениях над тремя скульптурными ликами богов тримурти возносится четвёртая голова «вечного Шивы». К числу наиболее известных скульптур такого рода относится изображение VIII века из шиваитского храма Кайласантхи из южноиндийского культового комплекса Эллора. В скульптурных композициях тримурти вишнуитов Непала за тремя фигурами богов помещается колонна, которая символизирует верховного бога Вишну, отдельного от трёх. Популярности в простом народе изображения шиваитов и вишнуитов не имели из-за своей искусственности и философской направленности.
На юге Индии тримурти называется мумурте («мур» по-тамильски «три»).
Символом тримурти является мистическое санскритское слово Ом, в котором (в силу происхождения санскритского «о» из сочетания «а» + «у»): «а» изображает Брахму, «у» — Вишну, «м» — Шиву.

## Галерея
- Тримурти (по порядку, слева направо: Брахма, Вишну, Шива), скульптура из пещер Эллоры
- Барельеф, изображающий тримурти в кхмерском храмовом комплексе Ват-Пху на территории современного Лаоса.
- Брахма, Вишну и Шива со своими жёнами (княжество Гулер, Индия, около 1770 года)
- Тримурти (Брахма, Вишну, Шива) поклоняется богине Бхадракали (тантрическое изображение, 1660-1670 гг.)

## Объяснение начала XX века
Немецкий философ и ясновидящий Рудольф Штейнер (1861—1925) в своём публичном выступлении 3 ноября 1923 года связал «индуистскую троицу» с европейским фольклором. Он пояснил, что на понятиях, хорошо знакомых античному ясновидению, основаны интуитивные понимания древних индусов, говорящих о Брахме, Вишну и Шиве.
- Брахма — это сфера миров, естественным образом (следуя законам) приближающаяся к человеку.
- Вишну — это сфера миров, которая не может слиться с человеком, разве что когда тот вынужден беспрестанно уничтожать уже им возведённое, и преобразить его.
- Шива — то, что связано с разрушительными силами.

Штейнер добавил, что в далёкую эпоху великой индской цивилизации считалось, что Брахма — это сфера духов огня и сильфов, Вишну — та, где сильфы и ундины, а Шива — сфера ундин и гномов.